# فوقس سيلاني
فوقس سيلاني (الاسم العلمي: Fucus zeylanicus) هي نوع من الطلائعيات يتبع جنس الفوقس من الفصيلة الفوقسية.